# Jelysaweta Lytwynenko
Jelysaweta Anatolijiwna Lytwynenko (ukrainisch Єлизавета Анатоліївна Литвиненко; engl. Transkription Yelyzaveta Lytvynenko; * 11. Februar 2004 in Ordschonikidse) ist eine ukrainische Judoka, die 2022 Weltmeisterschaftsdritte im Halbschwergewicht wurde.

## Sportliche Karriere
Lytwynenko schied bei den Europameisterschaften 2021 im Achtelfinale gegen die Spanierin María Bernabéu aus. Im gleichen Jahr wurde sie Kadetten-Europameisterin in der Gewichtsklasse bis 70 Kilogramm.
Seit Oktober 2021 tritt sie in der Gewichtsklasse bis 78 Kilogramm an. Sie wurde im Oktober 2021 Dritte bei den Militärweltmeisterschaften. Bei den Europameisterschaften 2022 verlor sie im Achtelfinale gegen die Französin Madeleine Malonga. Im September 2022 siegte sie bei den Junioren-Europameisterschaften. Bei den Weltmeisterschaften in Taschkent bezwang sie im Viertelfinale die Italienerin Giorgia Stangherlin. Nach ihrer Halbfinalniederlage gegen die Chinesin Ma Zhenzhao siegte Lytwynenko im Kampf um Bronze gegen die Japanerin Shori Hamada. 2024 belegte sie den fünften Platz bei den Europameisterschaften in Zagreb. Bei den Olympischen Spielen 2024 in Paris erreichte Lytwynenko den siebten Platz, nachdem sie im Viertelfinale gegen die Italienerin Alice Bellandi verloren hatte.